# Next Time Around - Best of Mr. Big
Next Time Around - Best of Mr. Big è una raccolta del gruppo musicale statunitense Mr. Big, pubblicata il 29 aprile 2009 dalla Atlantic Records. 

## Il disco
L'album sancisce la reunion della formazione originaria con il chitarrista Paul Gilbert. La raccolta contiene le migliori tracce del gruppo selezionate dai fan e due canzoni inedite, Next Time Around e Hold Your Head Up. Non sono inclusi brani registrati nel periodo con Richie Kotzen. Il disco è stato pubblicato in edizione limitata soltanto in Giappone.

## Tracce
1. Next Time Around – 3:35
2. Daddy Brother, Lover, Little Boy (The Electric Drill Song) – 3:55
3. Green-Tinted Sixties Mind – 3:30
4. To Be with You – 3:28
5. Take Cover – 4:40
6. Addicted to That Rush – 4:46
7. Stay Together – 3:37
8. Colorado Bulldog – 4:13
9. Nothing But Love – 3:45
10. Just Take My Heart – 4:25
11. Anything for You – 4:39
12. Alive and Kickin' – 5:30
13. The Whole World's Gonna Know – 3:53
14. Promise Her the Moon – 4:07
15. Rock & Roll Over – 3:49
16. Goin' Where the Wind Blows – 4:19
17. Take a Walk – 3:57
18. Hold Your Head Up (cover degli Argent) – 4:37

## Formazione
- Eric Martin – voce
- Paul Gilbert – chitarre, cori
- Billy Sheehan – basso, cori
- Pat Torpey – batteria, cori